# Alcis nigronotata
Alcis nigronotata là một loài bướm đêm trong họ Geometridae.